# Olivier Bal
 (avril 2018).
Olivier Bal, né le 16 janvier 1979 à Paris, est un écrivain français, auteur de polar et de thriller. Il vit à Vannes.

## Biographie
Titulaire d'une maîtrise d’Arts du spectacle - cinéma et audiovisuel à l'Université Paris 3, en 2004, Olivier Bal a été journaliste pendant une quinzaine d'années. Après avoir travaillé dans différents titres de la presse généraliste et culturelle, et fréquemment voyagé pour ses reportages, il a animé un événement culturel emblématique : les Masterclass à la Cité des sciences et de l'industrie de Paris.
Il a été rédacteur en chef de Jeux vidéo Magazine, magazine leader dans le domaine du jeu vidéo jusqu'en février 2017.
Olivier Bal se consacre pleinement à l'écriture.
Les Limbes, un thriller fantastique, est son premier roman. Best-seller de l'auto-édition, Les Limbes a d’abord conquis des dizaines de milliers de lecteurs[réf. nécessaire] avant d'être édité en mars 2018 par la maison d'édition De Saxus.
Les Limbes a reçu le Prix Méditerranée Polar 2018 du Premier Roman et le Prix Découverte 2018 des Géants du polar.
Avec L'Affaire Clara Miller publié en 2020 chez XO, Olivier Bal inaugure une trilogie mettant en scène le personnage de Paul Green, un ancien journaliste. Roches de Sang (2023) se déroule principalement en Corse, dans le milieu du grand banditisme. Dans La Meute, l'auteur s'intéresse aux groupuscules identitaires et à leur fonctionnement.
En 2023, Olivier Bal devient membre du collectif d'artistes La Ligue de l'Imaginaire.

## Œuvres

### Série «Les Limbes»
1. Les Limbes. Saint-Leu-la-Forêt : l'Envol, 2015, 337 p.  (ISBN 9781515338550). Rééditions : Éd. De Saxus, coll. "Thrillers", 03/2018, 416 p.  (ISBN 978-2-37876-000-7) ; Pocket Thriller n° 17499, 04/2019, 428 p.  (ISBN 978-2-266-29119-4)
2. Le Maître des limbes. Paris : Éd. De Saxus, coll. "Thrillers", 04/2019, 572 p.  (ISBN 978-2-37876-007-6) Réédition : Pocket Thriller n° 17792, 03/2020, 667 p.  (ISBN 978-2-266-30667-6)

### Série «Paul Green»
1. L'Affaire Clara Miller. Paris : XO, 03/2020, 493 p.  (ISBN 978-2-37448-175-3) Réédition : Pocket Thriller n° 18143, 03/2021, 557 p.  (ISBN 978-2-266-31521-0). Version audio lue par Thierry Blanc, Audrey Sourdive. Lizzie, 02/2023
2. La Forêt des disparus. Paris : XO, 04/2021, 440 p.  (ISBN 978-2-37448-325-2) Réédition : Pocket Thriller n° 18540, 04/2022, 480 p.  (ISBN 978-2-266-32294-2). Version audio lue par Yann Sundberg, Pascale Chemin. Lizzie, 04/2022
3. Méfiez-vous des anges. Paris : XO, 04/2022, 462 p.  (ISBN 978-2-37448-392-4) Réédition : Pocket Thriller n° 18935, 04/2023, 512 p.  (ISBN 978-2-266-33224-8). Version audio lue par Thierry Blanc, Léovanie Raud. Lizzie, 04/2023

### Romans indépendants
- Mille morts. CreateSpace, 10/2016, 284 p.  (ISBN 978-1-5375-7657-2)
- Roches de sang (titre primitif : Que ma blessure soit mortelle). Paris : XO, 04/2023, 474 p.  (ISBN 978-2-37448-485-3) Réédition Pocket Thriller n° 19283, 04/2024, 547 p.  (ISBN 978-2-266-34007-6). Version audio lue par Flora Brunier. Lizzie, 04/2024
- La Meute. Paris : XO, 04/2024, 480 p.  (ISBN 978-2-37448-598-0) Réédition Pocket Thriller n° 19635, 04/2025, 528 p.  (ISBN 978-2-266-34853-9). Version audio lue par Florian Wormser. Lizzie, 04/2025
- Malaven. Paris : XO, 05/2025, 464 p.  (ISBN 978-2-37448-684-0)

### Collectifs
- Le livre, c'est..., par 120 autrices et auteurs / sous la dir. Caroline Vallat ; textes illustrés par Jack Koch. Paris : Fleuve éditions, 03/2024.  (ISBN 978-2-265-15800-9)
- L'Homme qui détestait Noël (nouvelle), dans Le Pire des Noëls : nouvelles inédites, anthologie de La Ligue de l'imaginaire au profit de l'association Le Rire médecin. Paris : Le Livre de Poche Policier n° 37838, 11/2024, p. 45-62.  (ISBN 978-2-253-25307-5)

## Prix littéraires
- 2018 : Prix Méditerranée Polar du Premier Roman, pour Les Limbes[4]
- 2018 : Prix Découverte des Géants du polar, pour Les Limbes[5].
- 2019 : Prix Le Géant du polar, pour Le Maître des limbes.
- 2021 : Prix de la Ligue de l'Imaginaire - Cultura, pour La Forêt des disparus[6]

### Sources
- https://www.lesechos.fr/week-end/culture/livres/0301500919168-rayon-polar-plongee-dans-labime-des-limbes-2165592.php
- Michel Litout, « Rêveur éveillé perdu dans « Les Limbes » », sur lindependant.fr, 1er avril 2018 (consulté le 31 décembre 2023)
- http://www.leparisien.fr/espace-premium/val-d-oise-95/son-premier-roman-fait-un-carton-sur-amazon-28-06-2016-5919755.php
- http://www.lr2l.fr/actualites/prix-mediterranee-polar-2018.html